# Guardabosone
Guardabosone je italská obec v provincii Vercelli v oblasti Piemont.
K 31. prosinci 2011 zde žilo 339 obyvatel.

## Sousední obce
Ailoche (BI), Borgosesia, Caprile (BI), Crevacuore (BI), Postua, Scopa, Scopello, Serravalle Sesia